# Bonkáló Sándor
Bonkáló Sándor (Rahó, 1880. január 22. – Budapest, 1959. november 3.) magyar irodalomtörténész, szlavista.

## Élete és munkássága
Piarista gimnáziumba járt, majd elvégezte az ungvári Teológiai Líceumot. Felszentelésére nem került sor. Asbóth Oszkár irányításával szláv filológiát tanult. Szegeden, Gyöngyösön, Zalaegerszegen, Budapesten latint és németet tanított. 1917-től orosz nyelv és irodalom szakos magántanár, 1919 márciusától a Pázmány Péter Tudományegyetem rutén nyelv és irodalom tanszékének vezetője. 1924-től, tanszékének megszűnésétől nyugdíjas. Ezt követően is folytatta kutatásait. Számos tanulmányt írt, orosz klasszikusok műveit fordította magyarra.
1945-ben visszavették az egyetemre, de bírálta a zsdanovi kultúrpolitikát, ezért állásából felfüggesztették.
Bonkáló Sándor szláv tematikára írt műveinek korszakos jelentőségét 1945 után nem ismerték el. Nevét és a szlavisztika terén végzett munkásságát évtizedeken át azért is el kellett hallgatni a nagyközönség előtt, mert az 1930-as években szót emelt a sztálini despotizmus ellen, bírálta a szovjet kormány vallásellenességét, nemzetiségi politikáját, kifogásolta a trianoni békeszerződés következményeként Magyarországtól elszakított ruszin nép identitásától való megfosztását.

## Kötetei
- A rahói kisorosz nyelvjárás leíró hangtana; Herzog Ny., Gyöngyös, 1910
- A szlávok. A szláv népek és a szláv kérdés ismertetése; Athenaeum, Bp., 1915 (Modern Könyvtár)
- A magyar rutének; Pfeifer, Bp., 1920
- Az ukrán mozgalom története 1917-1922; Magyar Külügyi Társaság, Bp., 1922 (A Magyar Külügyi Társaság kiadványai)
- A fehér cár mesekertje. Orosz népmesék; Franklin, Bp., 1925
- Az orosz irodalom története, 1-2.; Athenaeum, 1926
- A kárpátalji rutén irodalom és művelődés; Dunántúl Ny., Pécs, 1935 (A Felvidéki Tudományos Társaság kiadványai)
- A rutének (ruszinok); Franklin, Bp., 1940 (Magyarságismeret)
- Alexander Bonkáló: The Rusyns (A rutének. Ruszinok); angolra ford. Ervin Bonkalo; röv. kiad.; East European Monographs–Columbia University Press, Boulder–New York, 1990 (Classics of Carpatho-Rusyn scholarship; East European monographs)
- A rutének (ruszinok); sajtó alá rend., jegyz., utószó Salga Attila; 2. bőv. kiad.; Európai Protestáns Magyar Szabadegyetem EPMSZ Könyvbarátai Köre, Basel–Bp., 1996